# Scott City (Missouri)
Scott City é uma cidade localizada no estado americano de Missouri, no Condado de Cape Girardeau e Condado de Scott.

## Demografia
Segundo o censo americano de 2000, a sua população era de 4591 habitantes.
Em 2006, foi estimada uma população de 4574, um decréscimo de 17 (-0.4%).

## Geografia
De acordo com o United States Census Bureau tem uma área de
12,0 km², dos quais 11,9 km² cobertos por terra e 0,1 km² cobertos por água. Scott City localiza-se a aproximadamente 908 m acima do nível do mar.

## Localidades na vizinhança
O diagrama seguinte representa as localidades num raio de 12 km ao redor de Scott City.